# Thaicader
Thaicader is een geslacht van wantsen uit de familie van de Tingidae (Netwantsen). Het geslacht werd voor het eerst wetenschappelijk beschreven door Pericart in 1991.

## Soorten
Het genus bevat de volgende soorten:

- Thaicader burckhardti Péricart, 1991
- Thaicader martensi Péricart, 2000